# Polnische Eishockeyliga 1985/86
Die Saison 1985/86 war die 51. Spielzeit der polnischen Eishockeyliga, der höchsten polnischen Eishockeyspielklasse. Meister wurde zum insgesamt zweiten Mal in der Vereinsgeschichte Polonia Bytom. KTH Krynica stieg in die 1. Liga ab.

## Modus
Zunächst spielten die zehn Mannschaften eine gemeinsame Hauptrunde. Die sechs bestplatzierten Mannschaften qualifizierten sich für die Finalrunde, deren Teilnehmer sich alle für die Playoffs qualifizierten, in denen der Meister ausgespielt wurde. Die übrigen vier Mannschaften bestritten eine Qualifikationsrunde, deren beiden Erstplatzierten sich ebenfalls für die Playoffs qualifizierten. Die beiden Letztplatzierten der Qualifikationsrunde trafen anschließend in einem Entscheidungsspiel um den Klassenerhalt aufeinander. Die Ergebnisse aus der Hauptrunde wurden in die Final- bzw. Qualifikationsrunde übernommen. Für einen Sieg erhielt jede Mannschaft zwei Punkte, bei einem Unentschieden gab es einen Punkt und bei einer Niederlage null Punkte.

## Mannschaften
| Krynica |

| Tychy |

| Sosnowiec |

| Katowice |

| Gdańsk |

| Cracovia |

| Nowy Targ |

| Bytom |

| Łódź |

| Janów |

| Krynica |

| Tychy |

| Sosnowiec |

| Katowice |

| Gdańsk |

| Cracovia |

| Nowy Targ |

| Bytom |

| Łódź |

| Janów |

## Finalrunde
|    | Klub                | Spiele | Tore    | Punkte |
| -- | ------------------- | ------ | ------- | ------ |
| 1. | Polonia Bytom       | 28     | 154:62  | 46     |
| 2. | Podhale Nowy Targ   | 28     | 143:74  | 42     |
| 3. | Zagłębie Sosnowiec  | 28     | 182:100 | 41     |
| 4. | Naprzód Janów       | 28     | 125:109 | 33     |
| 5. | Stoczniowiec Gdańsk | 28     | 107:160 | 20     |
| 6. | GKS Katowice        | 28     | 104:151 | 19     |

## Qualifikationsrunde
|     | Klub        | Spiele | Tore    | Punkte |
| --- | ----------- | ------ | ------- | ------ |
| 7.  | ŁKS Łódź    | 30     | 136:137 | 29     |
| 8.  | GKS Tychy   | 30     | 119:129 | 26     |
| 9.  | KS Cracovia | 30     | 124:151 | 22     |
| 10. | KTH Krynica | 30     | 90:211  | 10     |

## Playoffs

### Viertelfinale
- Polonia Bytom – GKS Tychy 2:0 (10:1, 6:1)
- Naprzód Janów – Stoczniowiec Gdańsk 2:0 (8:2, 5:3)
- Podhale Nowy Targ – ŁKS Łódź 2:1 (6:4, 1:4, 5:0)
- Zagłębie Sosnowiec – GKS Katowice 2:0 (4:3, 5:2)

### Halbfinale
- Polonia Bytom – Naprzód Janów 2:0 (3:1, 6:2)
- Podhale Nowy Targ – Zagłębie Sosnowiec 2:1 (5:3, 2:3, 4:2)

### Finale
- Polonia Bytom – Podhale Nowy Targ 2:1 (1:0, 3:4, 4:2)

## Relegation
- KS Cracovia – KTH Krynica